# Парпуровецька сільська рада
| Парпуровецька сільська рада — колишній орган місцевого самоврядування у Вінницькому районі Вінницької області з адміністративним центром у c. Парпурівці. Сільській раді підпорядковані населені пункти: - c. Парпурівці - с. Майдан-Чапельський - с. Хижинці |

## Склад ради
Рада складається з 16 депутатів та голови.

## Керівний склад сільської ради
| ПІБ                    | Основні відомості                                                 | Дата обрання | Дата звільнення |
| ---------------------- | ----------------------------------------------------------------- | ------------ | --------------- |
| Шевчук Василь Петрович | Сільський голова, 1967 року народження, освіта, безпартійний      | 26.03.2006   | 31.10.2010      |
| Шевчук Василь Петрович | Сільський голова, 1967 року народження, освіта вища, безпартійний | 31.10.2010   |                 |

Примітка: таблиця складена за даними джерела

## Об'єднання територіальних громад
З 2015 року тривав процес об'єднання сіл Парпурівці, Сокиринці та Хижинці в Сокиринецьку сільську територіальну громаду з адміністративним центром в селі Хижинці.